# Clervaux
Clervaux es una comuna y ciudad en el norte de Luxemburgo, situada en el cantón de Clervaux.

## Demografía
En 2024, la ciudad de Clervaux, que se encuentra en el suroeste de la comuna, cuenta una población de 1572 habitantes.

## Localidades
- Drauffelt
- Eselborn
- Fischbach
- Grindhausen
- Heinerscheid
- Hupperdange
- Kalborn
- Lieler
- Marnach
- Munshausen
- Reuler
- Roder
- Siebenaler
- Urspelt
- Weicherdange